# Łęgno (Dobre Miasto)
Łęgno (deutsch Lingenau) ist ein Ort in der polnischen Woiwodschaft Ermland-Masuren. Er gehört zur Stadt-und-Land-Gemeinde Dobre Miasto (Guttstadt) im Powiat Olsztyński (Kreis Allenstein).

## Geographische Lage
Łęgno liegt am Jezioro Łęgnowskie (Lingenauer See (?)) in der nordwestlichen Woiwodschaft Ermland-Masuren, 23 Kilometer südöstlich der früheren Kreisstadt Heilsberg (polnisch Lidzbark Warmiński) bzw. 25 Kilometer südwestlich der heutigen Kreismetropole Olsztyn (deutsch Allenstein).

## Geschichte
Das einstige Dorf Lingnau – erst nach 1785 Lingenau genannt – kam 1874 als eine Landgemeinde zum neu errichteten Amtsbezirk Guttstadt (polnisch Dobre Miasto) im ostpreußischen Kreis Heilsberg.
1910 waren in Lingenau 399 Einwohner gemeldet. Ihre Zahl veränderte sich bis 1933 auf 342 und belief sich 1939 auf 313.
1945 kam Lingenau in Kriegsfolge mit dem gesamten südlichen Ostpreußen zu Polen und erhielt die polnische Namensform „Łęno“. Heute ist das Dorf eine Ortschaft im Verbund der Gmina Dobre Miasto (Stadt-und-Land-Gemeinde Guttstadt) im Powiat Olsztyński (Kreis Allenstein), von 1975 bis 1998 der Woiwodschaft Olsztyn, seither der Woiwodschaft Ermland-Masuren zugehörig. Im Jahre 2021 zählte Łęgno 186 Einwohner.

## Jezioro Łęgnowskie
Der zum Ort gehörende Jezioro Łęgnowskie wurde nach den Plänen des Königsberger Ingenieurs Neef in den Jahren 1870 und 1871 trockengelegt. Zu Beginn des 21. Jahrhunderts wurde die entwässerte Fläche wieder in eine große Aue umgewandelt und als Feuchtbiotop besonders für Wasservögel hergerichtet.

## Religion
Łęgno gehört heute – wie bereits Lingenau vor 1945 – zur römisch-katholischen Pfarrei in Dobre Miasto (Guttstadt), jetzt im Erzbistum Ermland gelegen.
Bis 1945 war Lingenau außerdem in die evangelische Kirche Regerteln (polnisch Rogiedle) in der Kirchenprovinz Ostpreußen der Kirche der Altpreußischen Union eingegliedert, während Łęgno heute der Evangelisch-Augsburgischen Kirche in Polen zugehört.

## Verkehr
Łęgno liegt an der verkehrsreichen Woiwodschaftsstraße 593, die die Städte Miłakowo (Liebstadt), Dobre Miasto (Guttsdat) und Reszel (Rößel) miteinander verbindet. Eine von Bzowiec (Beiswalde) kommende Nebenstraße, endet in Łęgno.
Bzowiec ist die nächste Bahnstation. Sie liegt an der Polnischen Staatsbahn-Linie 221 Olsztyn Gutkowo–Braniewo.